# Архитектура Казахстана

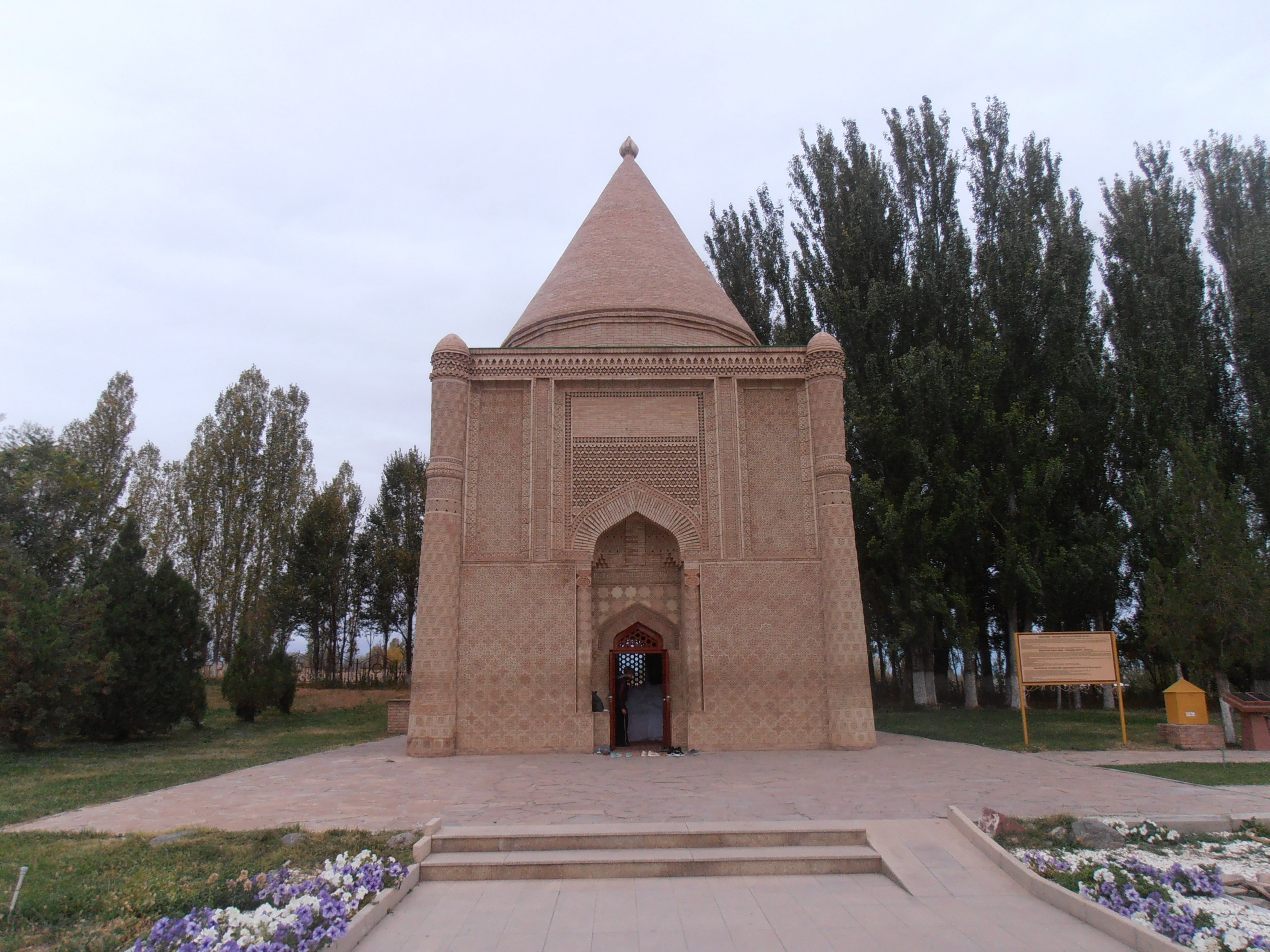
Мавзолей Айша-Биби

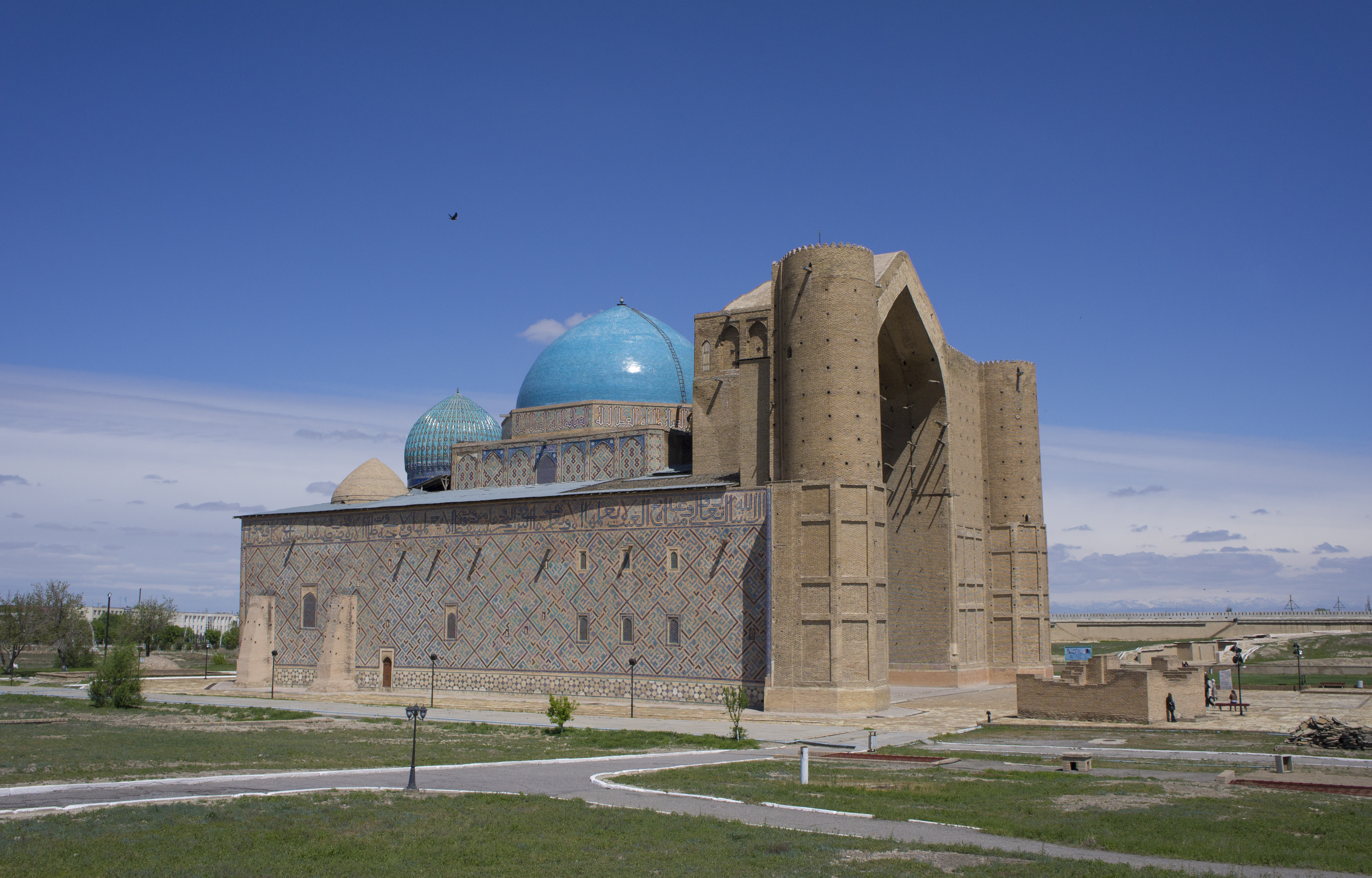
Мавзолей Ходжи Ахмеда Ясави

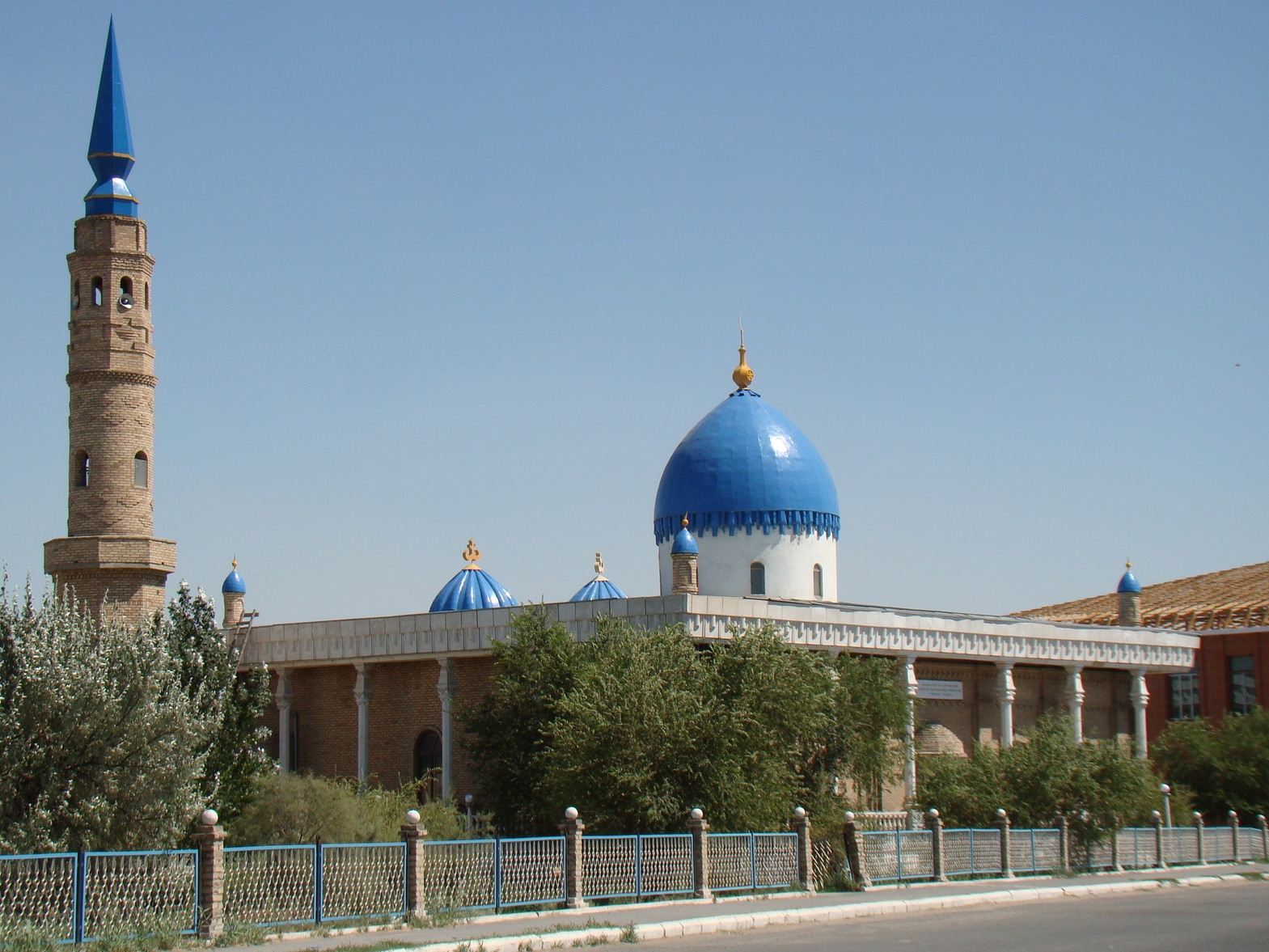
Мечеть Айтбая в Кызылорде

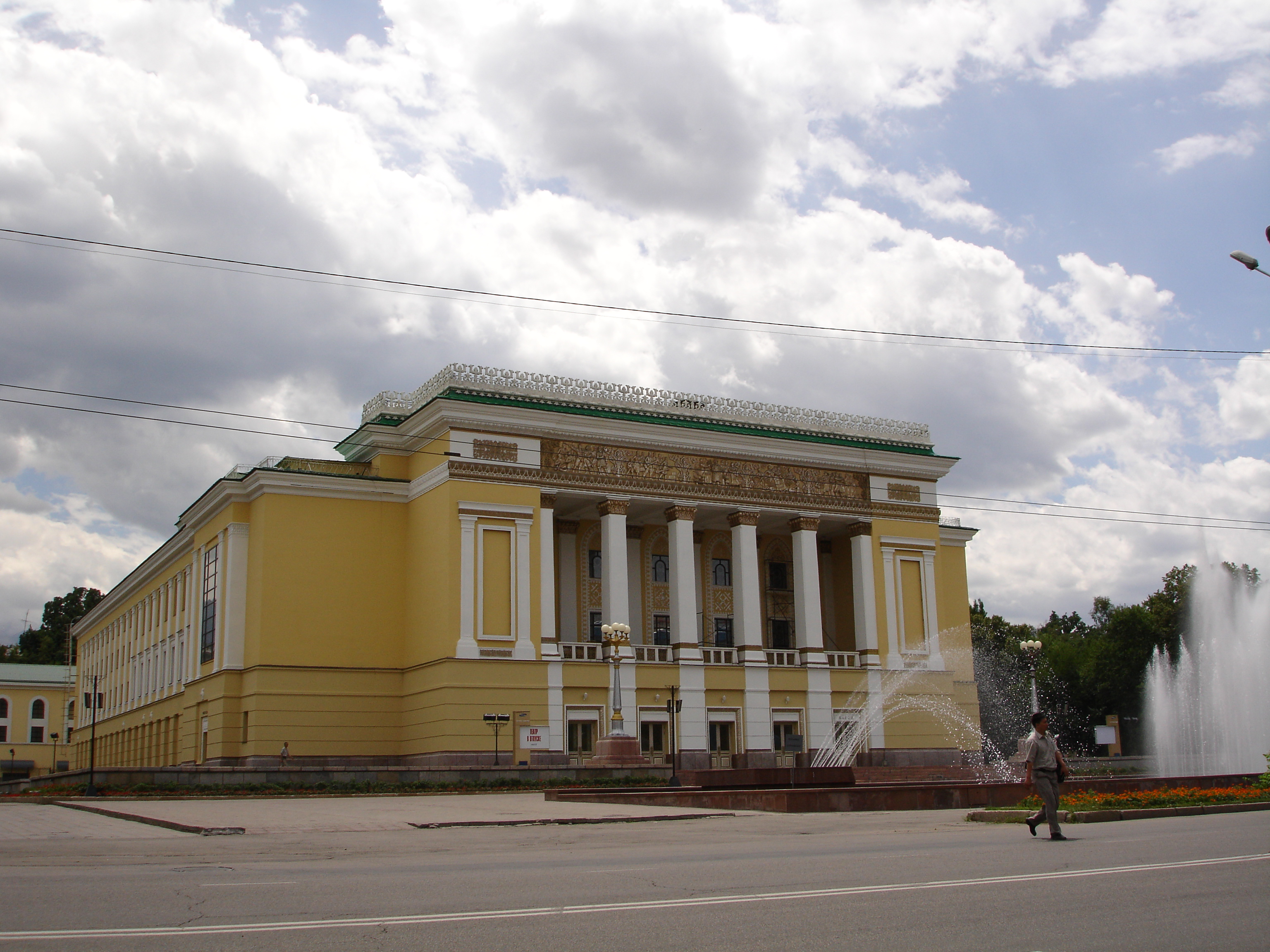
Казахский театр оперы и балета имени Абая в Алма-Ате

Дворец Республики в Алма-Ате

О зарождении архитектуры на территории Казахстана свидетельствуют памятники неолита. Среди известных — более 600 памятников неолита и энеолита, самые крупные — дюнные поселения в Северном Приуралье, Семипалатинской области. В эпоху неолита возникают первые поселения по берегам рек и озёр, представляющие небольшие стойбища из 5—6 землянок четырёхугольных в плане, перекрытых шатрами из жердей и засыпанных слоями веток, камыша и глины {поселение Ботай, 24—22 вв. до н. э.). Сохранились следы первых построек с круглым очагом в центре, обнесённых низкой каменной или земляной стеной, на которую опиралось перекрытие в виде шатра из жердей (стоянки Ворибас, Дамсы в Центральном Казахстане). Поселения эпохи бронзы (Бегазы-Дандыбаевская культура) — группы прямоугольных в плане полуземлянок, разделённых перегородкой на жилые и хозяйственные половины, которые вместе с хозяйственными пристройками располагались по кругу. Центральное пространство над очагом перекрывалось ступенчатой пирамидальной кровлей из брёвен, остальное помещение — системой балок на столбах, стены выкладывались из плитняка и сырца (поселения Атасу, Бугылы в Центральном Казахстане). Позже у народов Евразии появились круглые жилища, в том числе сборно-разборные юрты, прямоугольные постройки со скатным перекрытием типа казахских кыстау и кыстак.
Надгробные сооружения — менгиры и дольмены — каменного века развиваются в величественные циклопические комплексы, включающие в себя центральный каменный склеп с захоронением, перекрытый ложным сводом и окружённый рядами кольцевых оград. Над захоронением насыпался огромный курган, достигающий 30 м в диаметре (комплекс Аксу-Аюлы в Карагандинской области). Более поздние комплексы имеют прямоугольные ограды из плит, входные галереи и перекрытия на столбах (Бегазы, Карагандинская область). Композиция форм надгробных сооружений эпохи бронзы показывает, что в обществе сложилась определённая система космогонических представлений. После того сакской эпохи политическая гегемония и земли Жетысу перешли к племенным объединениям уйсуней и кангюев. У них были поселения — зимовки со стационарными жилищами, сооруженными из камня или глины. В уйсуньское время на территории Алма-Аты и её окрестностей находилось несколько поселений. Одно из них располагалось на территории совхоза «Горный гигант». Здесь в 1936 г. были раскопаны зольники, обломки глиняной посуды с сетчатыми отпечатками. Поселение относилось к I—III вв. н. э. Аналогичная керамика была обнаружена в районе аэропорта. В начале 70-х гг. на территории совхоза «Горный гигант» было найдено ювелирное украшение IV—V вв., что говорит о наличии здесь жизни и позднее. Все это говорит о значительной концентрации и долговременном обитании населения в районе Алма-Аты и ее окрестностей в первой половине I тыс. н. э.
В раннем средневековье, по данным археологических исследований, общность культуры народов Средней Азии и Казахстана особенно ярко выразилась в области строительного искусства, из-за имперских традиций зочества Империи Хунну, затем Тюркского Каганата и его осколков. В строительстве преимущественно использовались лёссовая глина, пахса и сырцовый кирпич. Определились различные виды строительных конструкций (стен, сводов, арок) и средства архитектурного декора (штукатурка, терракотовые плитки). Тюркские племена, обитавшие в низовьях Сырдарии на рубеже первобытной и античной эпох, оставили такие памятники, как Жеты-асар, Бабиш-Молда и другие. Строители раннего средневековья разработали конструкции полусферического купола на арочных тромпах, что явилось значительным достижением инженерной мысли того времени. Погребальные сооружения древних тюрков имели некоторые местные различия. В Восточном Казахстане и Жетысу небольшие курганные насыпи, в долине среднего течения Сырдарии под курганами имелись постройки из пахсы, состоявшие из перекрытой сводом камеры и входного коридора.

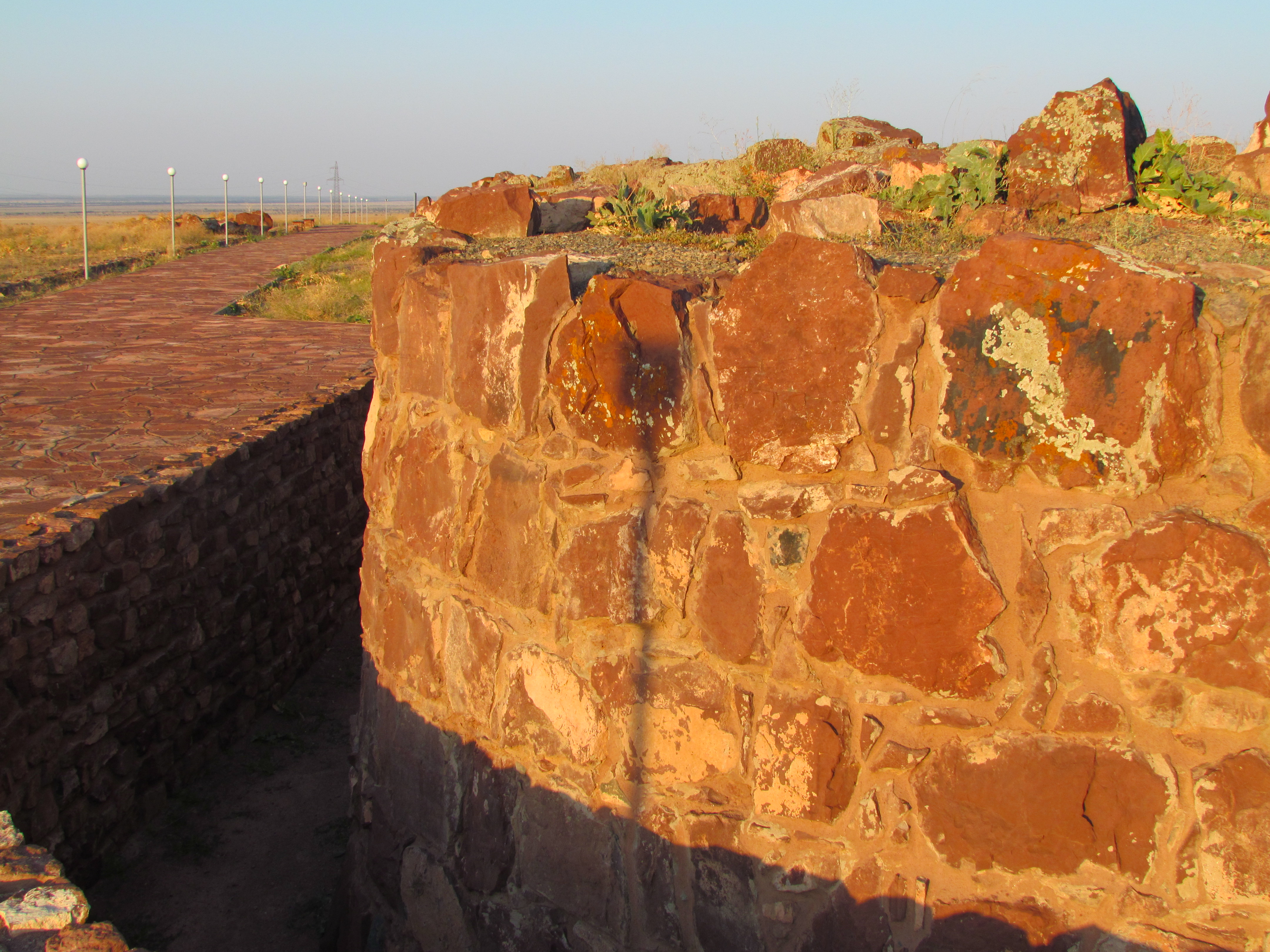
Мечеть Акыртаса

В 9—10 веках в архитектуре Казахстана, как и во всей Центральной Азии, произошли качеств, изменения. В 11—12 веках архитектура достигает наибольшего расцвета. В этот период сформировалась структура города из трех частей: камал (цитадель), шахристан (городские кварталы) и рабад (предместья). Использование обожжённого кирпича обусловило дальнейший прогресс в развитии зодчества (памятники караханидского периода — мавзолеи Айша-Биби в Жамбылской области, Жубан ана в Карагандинской области). С точки зрения функций среднеазиатские мечети типологически распределяются на несколько групп. Пятничные («джума») мечети, также называемые соборными и кафедральными. Это общегородские мечети для массовых пятничных богослужений. Городу полагалась одна пятничная мечеть. Обычная, но не обязательная деталь мечетей — минарет-башня, строившийся рядом с внешней оградой или встроенный в один из углов мечети. Квартальные мечети, были религиозными и общественными центрами жилых кварталов в городах и селениях. Праздничные мечети назывались «намазга», «мусалла» (место молитвы) «идгах айт» (место праздника). Богослужения в них совершались в праздники Курбан-Байрам или Фитр. На богослужения в дни этих важнейших исламских праздников собиралось население города и окрестных селений, поэтому место для мечети-намазга выбиралось за городом или на его окраине, а сама мечеть представляла собой небольшую постройку, огороженную площадь с михрабом, ориентированным на кыблу. Иногда михраб находился в стене двора. Поминальные мечети строились при почитаемых могилах или у кладбищ. Почитаемому надгробию предназначалось «приветствие», а не молитва, и важная разница между этими действиями подчеркивалась тем, что приветствующий оборачивался спиной к михрабу поминальной мечети — молился же лицом к михрабу. Мечеть Акыртаса. В недостроенном дворцовом сооружении из камня, расположенном в 40 км восточнее г. Тараза, один из четырех блоков (северо-западный) имеет незастроенный участок размерами 27×27,75 м. Время сооружения дворца Акыртас — вторая половина VIII в. В 13—14 веках в городах возводятся многочисленные мечети, медресе и мавзолеи. В архитектуре появились портальные сооружения, совершенствовались подкупольные конструкции — двухъярусные барабаны, в отделке появилась цветная облицовочная плитка. Уникальным архитектурным памятником конца 14 — начала 15 века является мавзолей-мечеть Ходжа Ахмета Яссауи. В 15—18 веках по долинам pек Сырдарии, Таласа развивались городские поселения — Отырар, Тараз, Созак, Сыганак, Ясы (Туркистан), Сауран и другие. Они представляли собой укрепленную цитадель, вокруг которой располагались шахристан и рабад. Раскопки обнаружили остатки водопроводной сети и сточной канализации. Культовые и мемориальные памятники 15—18 веков разделяются на три группы: мавзолеи (башенные, портально-купольнме, центрические), ограды (саганатам, торт-кулак), надгробия, стелы (койтас, бестас, кулпытас и другие). У казахского народа широко применяется сборно-разборная юрта (кииз уй).

Дом учёных в Алма-Ате

Во 2-й половине 19—20 веке социальные и научно-технические сдвиги вызвали появление новых функций, конструктивных систем, художественных средств архитектуры, индустриальных методов строительства. В городах республики началось строительство крупных общественных зданий и застройка целых кварталов новыми домами с объектами бытового, культурного назначения и здравоохранения. Перевод в конце 1920-х годов столицы республики в Алма-Ату способствовал бурному росту города. В середине 1960-х годов в градостроительстве Казахстана были осуществлены разработки проектов планировки крупнейших городов республики: Усть-Каменогорска, Караганды, Темиртау, Экибастуза, Кентау. Широкие масштабы приобретало строительство в селёх страны. В 1970-е — начале 1980-х годов реконструкция и застройка города Алма-Аты носила экспериментально-показательный характер. Высокими художественно-эстетическими достоинствами отличаются здания гостиницы «Казахстан», лечебно-оздоровительного комплекса «Арасан», высокогорный спортивный комплекс «Медео», Дворец Республики и другие. Среди архитектурных комплексов, символизирующих независимость и суверенитет Казахстана, — резиденция Президента (1995) и Монумент Независимости (1996), воздвигнутые на площади Республики в городе Алма-Ата. В архитектуре новой столицы государства города Астаны нашли отражение все достижения евроазиатской архитектуры. В основу генплана легли эскиз-идеи известного японского архитектора Кисё Куракавы.